# 小行星5911
小行星5911（英語：5911）是一颗围绕太阳公转的小行星。1989年11月25日，上田清二、金田宏在钏路市发现了此天体。
这颗小行星的绝对星等为85.06029等。